# Oldenlandia loganioides
Oldenlandia loganioides là một loài thực vật có hoa trong họ Thiến thảo. Loài này được (Benth.) Kuntze mô tả khoa học đầu tiên năm 1891.